# Gゲージ

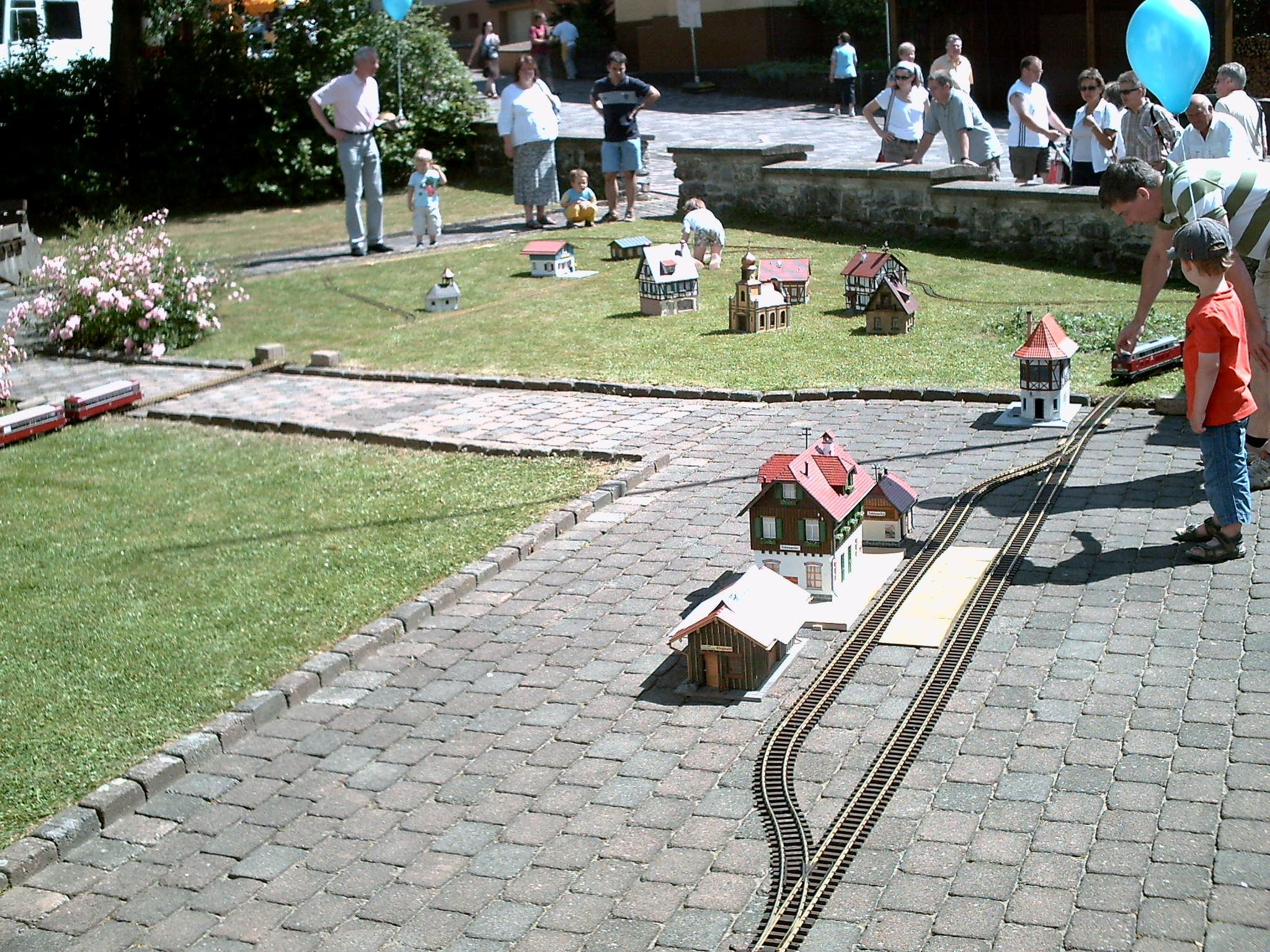
屋外に敷設されたGゲージ

Gゲージは、鉄道模型の縮尺と軌間を示す規格呼称のひとつ。

## 概要
Gはドイツ語のGross (大きい) に由来し、当初ドイツで盛んになったことを表している。当初はレーマンにより軌間45mm・縮尺1/22.5、2番ゲージのナローゲージとして製品化された。この規格はNEM規格でのIIm (2番ゲージの1mゲージナロー) に相当する。後に軌間が45mmながら異なる縮尺の製品も発売されたため、誤用ではあるが軌間45mmの鉄道模型全体を意味する用語としても使われる。
Gゲージと同じ軌間45mmを使用する規格に1番ゲージがある。軌間が同じということで、玩具的にGゲージと一緒に楽しむ愛好者も存在するが、元来は別々の異なる規格である。他にも45mm軌間を採用する鉄道模型としてメルクリンのMAXIシリーズがある。レーマンやその他多くのメーカーが一部を除き大半がプラスチック製であるのに対し、メルクリンはティンプレートで出来ている。ただし、耐蝕性を高めるため亜鉛コーティングがされており、ブリキというよりトタンに近いものである。
電気方式は主に直流二線式が採用されている。駆動方式は主に電気モーターを用いるが、ライブスチームも存在する。
庭園鉄道に使用が可能であるものが多いが、乗用ではなく、もっぱら鑑賞用である。

## 歴史
西ドイツ (当時) のレーマンが、1968年にヨーロッパのナローゲージで主流の1mゲージを軌間45mm、縮尺1/22.5で売り出した。大きな模型が室内の小さなスペースで楽しめ、しかも必要とあらば庭園鉄道として使用できるよう十分な耐候性を持たせた線路部品が用意されていたので、大型模型のシェアを大きく広げるヒット商品となった。
一方2000年頃、レーマンに触発されたアメリカのナローゲージファンは、自国で主流の3ftゲージ (914mm) の模型を45mmの線路の上を走らせるために、1/20.3という縮尺を生み出した。この規格はFn3ゲージと称される全く新しいものであり、標準軌の鉄道車両と並べることを全く考慮していない。2005年現在、米国では縮尺1/20.3が最も盛んであり、各種の車両が発売されている。この他にも1/24と言う縮尺を採用するアリスト・クラフト、ハートランド・ロコモティヴ・ワークス、ライオネルなどのメーカーもある。これら縮尺1/24の製品は、かつて存在したデルトン・ロコモティヴ・ワークスの製品の流れを汲むものである。また縮尺1/29 (Aスケールと呼ばれる縮尺で規格上は49.5mm軌間だが実際には45mm軌間を使用する場合が多い) の製品もGゲージとして扱われる事が多い。
なお、近年は拡大傾向にあり、ドイツのBRAWAからもIImで製品が供給されている。PIKOはレール、車両も含めて参入している。

## 日本におけるGゲージ
日本において現在一般に入手できるGゲージの完成品は日本国外から輸入される外国製品のみであり、車両も外国型で楽しむこととなる。一方日本型の車両を改造・自作する愛好者も存在する。日本型のGゲージ車両にはいくつかの縮尺が用いられているが、その中でも縮尺1/24が有力である。トロッコや産業用機関車といった急曲線での使用が想定された小型車両のモデルも多く、大きい縮尺ながら、省スペースで楽しめるのも魅力の一つである。